# Arístides Calvani
Arístides Calvani Silva (Puerto España, 19 de enero de 1918 - Altos de Petén, Guatemala, 18 de enero de 1986) fue un político, diplomático y académico venezolano. 

## Biografía
Descendiente de un hijo de inmigrantes corsos, Luis Francisco Calvani Grisanti y de una venezolana nacida en Cumaná, Teresa Silva Carranza, Calvani realizó sus primeros estudios en el Colegio San Ignacio de Caracas. Más tarde estudió también en Suiza, Bélgica y Colombia, graduándose de abogado y especializándose en derecho laboral. 
Participó en la Juventud Católica y en el Círculo Obrero de Caracas y fue abogado laboral. Fue elegido diputado al Congreso de Venezuela por el Distrito Federal en 1947. Aunque siempre actuó en el campo político como independiente, se identificaba plenamente con la Doctrina Social de la Iglesia, que era la inspiración doctrinaria del Partido Socialcristiano Copei, del cual llegó a ser, posteriormente, Secretario General Adjunto. En plena dictadura del general Marcos Pérez Jiménez  fue presidente del grupo civil denominado "Liga de la moralidad", que desarrolló en 1953 una intensa campaña publicitaria en contra de los concursos de belleza llegándose a publicar en los diarios del país un documento donde se exhortaba a las niñas a no participar en el Miss Venezuela considerando este evento un acto lleno de "inmoralidad y deshonestidad".

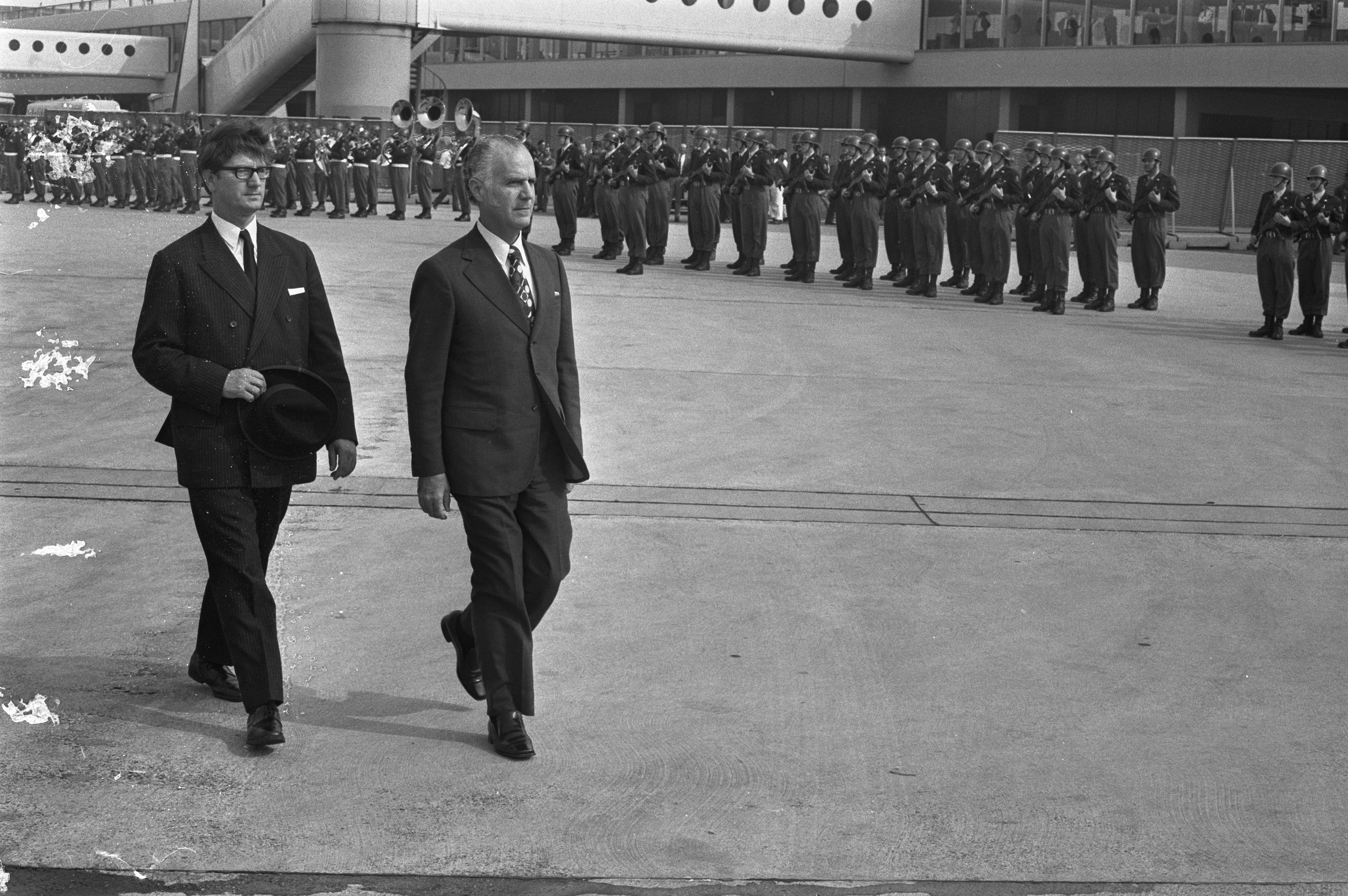
Visita a Países Bajos de Aristides Calvani, Ministro de Relaciones Exteriores de Venezuela.

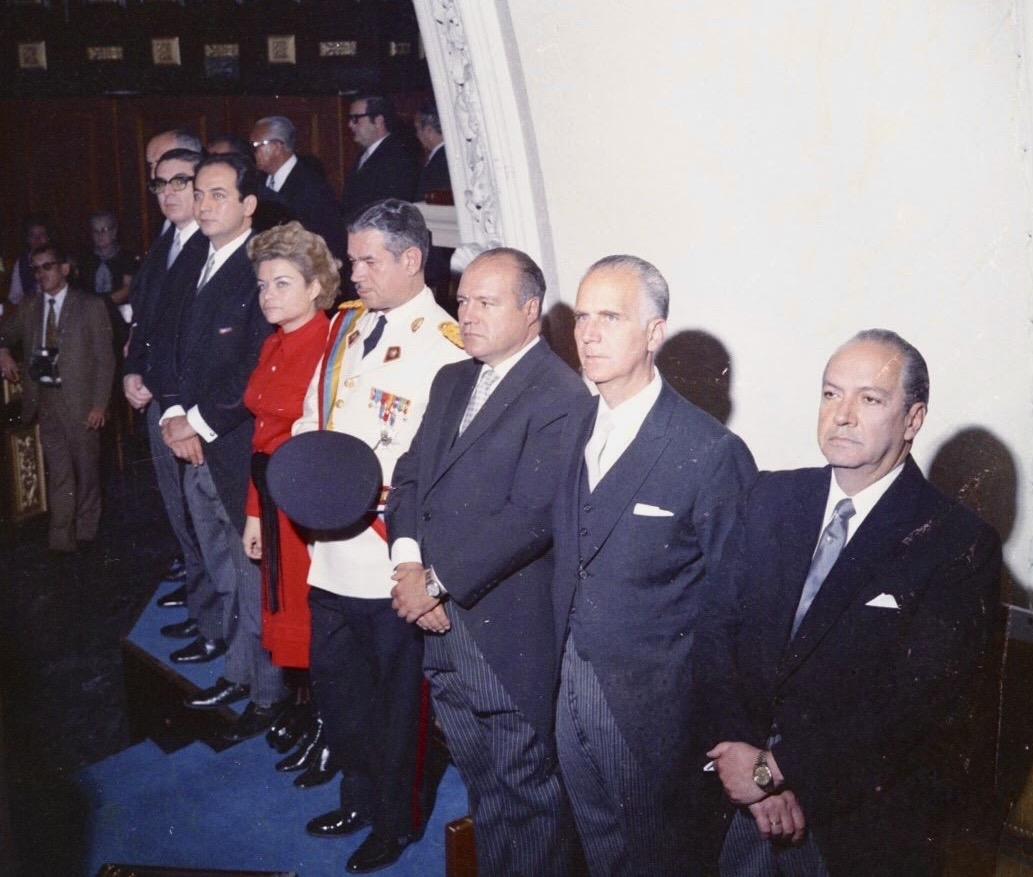
Calvani, junto a otros ministros del gobierno Caldera, durante el Mensaje Presidencial Anual de 1971.

Tras la caída del dictador Pérez Jiménez, Calvani fue nuevamente electo diputado, esta vez por el Estado Táchira (1959-1964) y participó en la redacción de la nueva Constitución aprobada el 16 de enero de 1961 por el entonces Congreso de la República. Durante el primer gobierno de Rafael Caldera (1969-1974) ocupó el cargo de Ministro de Relaciones Exteriores. En esa función puso énfasis en aumentar la influencia venezolana en el Caribe y Centroamérica, que consideraba su esfera de acción geopolítica natural. En ese sentido luego de pasados 4 años de la firma del Acuerdo de Ginebra sin llegar a resultado alguno, se decide firmar en la capital de Trinidad y Tobago el Protocolo de Puerto España del 18 de junio de 1970, con el fin de congelar por doce años los reclamos fronterizos con Guyana.  Adicionalmente, mediante la fórmula del «pluralismo ideológico», se dejó de lado la «doctrina Betancourt» al reconocer a varios gobiernos latinoamericanos no democráticos (excepto Cuba y Haití), aunque se rechazó la abolición del artículo 9º de la Carta de la OEA. Por otro lado se iniciaron conversaciones con Colombia sobre diferendos territoriales pendientes y se adhirió al Acuerdo de Cartagena (el 13 de febrero de 1973) que daría lugar al Pacto Andino. En 1972 se denunció -por incompatibilidad con el Pacto Andino- el Tratado de Reciprocidad Comercial con Estados Unidos, en un acto representativo de la toma de distancia con dicha potencia. 
Fue también Senador por el Estado Sucre (1979-1983). En la década de 1980 dio apoyo a los candidatos demócrata cristianos de Centroamérica para promover salidas democráticas a las guerras civiles en las cuales se hallaban inmersas buena parte de las naciones de esa región. Fue uno de los teóricos del socialcristianismo, inspirándose en Jacques Maritain. Asumió una posición contraria al «individualismo liberal y el totalitarismo marxista» y destacó el papel social de la empresa. 
La docencia fue una vocación constante en Calvani. Dio clases en la Escuela de Servicio Social, en la Universidad Central de Venezuela y en la Universidad Católica Andrés Bello fue profesor de Introducción al Derecho, de Filosofía del Derecho y de Filosofía Social. Creó la Escuela de Ciencias Sociales en la Universidad Católica Andrés Bello en septiembre de 1959. El 10 de julio de 1962 fundó el Instituto Internacional de Formación Demócrata Cristiana (IFEDEC), que desde 1986 lleva su nombre. Participó en la creación de la Central Latinoamericana de Trabajadores. Fue Secretario General de la Organización Demócrata Cristiana de América.
Falleció en el accidente del Sud Aviation Caravelle de Aerovías Guatemala en el norte de Guatemala, donde perdieron la vida Calvani, su mujer Adela Abbo Fontana y sus hijas Graciela y María Elena. La Internacional Demócrata Cristiana concede anualmente el Premio Arístides Calvani por la paz, la democracia y el desarrollo humano, que han recibido, entre otros, Andrés Pastrana, Ricardo Arias Calderón y Emil Constantinescu. Calvani y Abbo son considerados por la iglesia católica como siervos de Dios y actualmente se encuentran en proceso de beatificación.

## Obra
- Los hijos naturales: Breve ensayo sociológico. Universidad Central de Venezuela, 1942
- El II Seminario Interamericano de Estudios Sociales. Revista SIC n.º 83, 1946.

1946, p. 143.
- La política internacional de Venezuela en el último medio siglo, en Venezuela moderna. Medio siglo de historia, 1926-1976.,

Caracas, Fundación Mendoza, pp. 400-450, 1976.
- L'influenza di J. Maritain sul pensiero politico-sociale in Venezuela. En Roberto PAPINI (ed.), Jacques Maritain e la società contemporanea, Milan, Massimo, 1978, p. 342.
- Camino del Sur
- Defensa de la Comunidad
- Una Paz Compartida y Solidaria